# Dubbele waaierkokerworm
De dubbele waaierkokerworm (Bispira volutacornis) is een borstelworm uit de familie van de waaierwormen (Sabellidae). B. volutacornis werd in 1804 als Amphitrite volutacornis voor het eerst wetenschappelijk beschreven door Montagu.

## Beschrijving
De dubbele waaierkokerworm heeft een buis van modder of slib en een slijmerige buitenlaag. Het lichaam van de waaierworm is minder dan 10 cm en de diameter is 1 cm. Deze bestaat uit een kop, een cilindrisch, gesegmenteerd lichaam en een staartstukje. De kop bestaat uit een prostomium (gedeelte voor de mondopening) en een peristomium (gedeelte rond de mond) en draagt gepaarde aanhangsels (palpen, antennen en cirri).

## Verspreiding
De dubbele waaierkokerworm wordt gevonden in het oostelijke deel van de Atlantische Oceaan tot aan de Middellandse Zee, in het Kanaal en in het noorden van de Noordzee.